# Boomshakkalakka
Boomshakkalakka ist das vierte Album des deutschen Hip-Hop-Trios 257ers. Es erschien am 26. September 2014 über das Düsseldorfer Label Selfmade Records. Der Vertrieb erfolgt über die Universal Music Group.

## Entstehung
Der Name des Albums hat keine tiefere Bedeutung, die 257ers waren auf der Suche nach einem Wort, das hängenbleibt und zu ihrer Musik passt. Dabei sollte es auf Boomshakkalakka keinen roten Faden, sondern viele „bunte Fäden“ geben.
Die Stücke entstanden zunächst als Roh-Aufnahmen im eigenen Studio der 257ers in Essen-Kupferdreh. Später wurden die Lieder professionell im Studio des Hip-Hop-Produzenten Koree aufgenommen.

## Titelliste

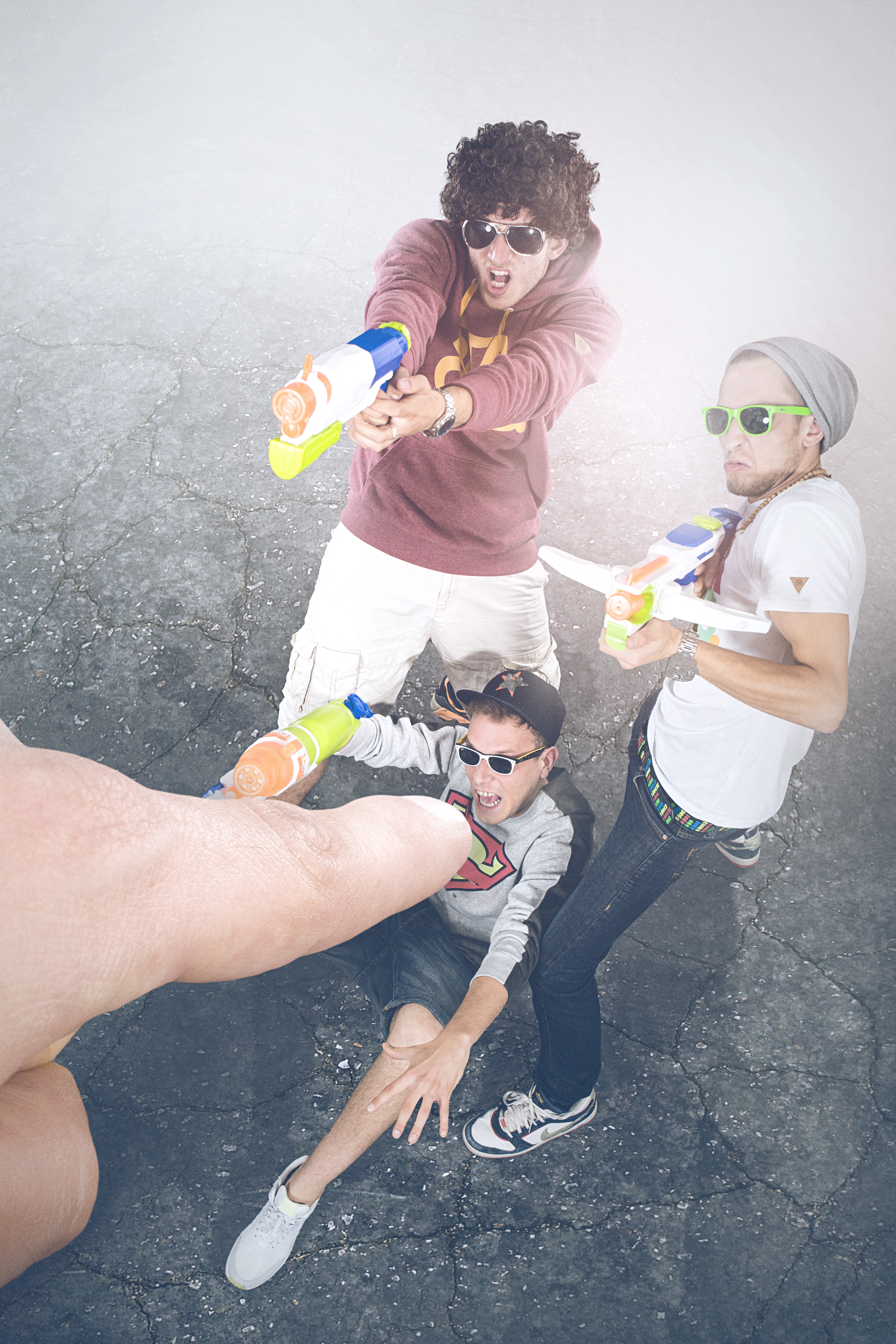
257ers (2014)

| #   | Titel                                | Produzent                   | Länge |
| --- | ------------------------------------ | --------------------------- | ----- |
| 1.  | Intro (Dennis)                       |                             | 0:43  |
| 2.  | Vergleiche a la Boss                 | Johnny Illstrument          | 2:55  |
| 3.  | Warum                                | Voddi                       | 4:08  |
| 4.  | Panic                                | Voddi                       | 3:02  |
| 5.  | Irgendwo in Vegas (feat. Alligatoah) | Fonty & Steffen Graef       | 3:44  |
| 6.  | Übertriebener Rap                    | Voddi                       | 3:34  |
| 7.  | Kalle macht den Song                 | Voddi                       | 3:40  |
| 8.  | Baby du riechst                      | Johnny Illstrument & Joznez | 3:54  |
| 9.  | Behindert                            | Voddi                       | 3:16  |
| 10. | Piraten                              | Voddi & United Hustlers     | 4:24  |
| 11. | Aus dem Weg                          | Voddi                       | 3:30  |
| 12. | Jump Mutant Jump!                    | Voddi                       | 3:18  |
| 13. | 104,481                              | Voddi                       | 3:19  |
| 14. | Gruppenzwang (feat. Zwieback & T)    | Voddi                       | 4:12  |
| 15. | Samba                                | Voddi                       | 3:16  |
| 16. | Let’s Sexualität                     | Voddi                       | 3:16  |
| 17. | Mutanten übernehmen                  | Voddi                       | 3:19  |
| 18. | Seid ihr dabei                       | Flipstar & United Hustlers  | 3:14  |
| 19. | Videospiel                           | Voddi                       | 3:22  |
| 20. | Gib mal ein aus                      | Voddi                       | 3:37  |
| 21. | Outro                                | Voddi                       | 1:06  |

## Gastbeiträge
Das Stück Gruppenzwang entstand in Zusammenarbeit mit Zwieback und Serdar Somuncu, der darauf unter dem Namen T in Erscheinung tritt. 2013 hatten Zwieback und Somuncu das gemeinsame Album Wir Beide veröffentlicht. Dieses habe den 257ers zwar nicht „raptechnisch“, jedoch bezüglich der „Comedy-Aspekte“ zugesagt. Die Mitglieder erklärten, dass sie vor allem Anhänger der Kabarettauftritte Somuncus seien. Eindrücke von den Studioaufnahmen mit Somuncu wurden in Form eines Videos veröffentlicht. Gemeinsam mit dem Hip-Hop-Musiker Alligatoah wurde das Lied Irgendwo in Vegas aufgenommen. Alligatoah war mit Über alle Berge bereits auf dem vorherigen Album HRNSHN des Trios vertreten. Laut Aussage der 257ers sei Irgendwo in Vegas die „logische Fortsetzung zu ‚Über alle Berge‘“.

## Versionen
Boomshakkalakka wurde in drei Versionen veröffentlicht. Neben der Standard-Version erschienen eine Premium-Edition und eine limitierte Deluxe-Edition des Albums. Die Premium-Edition besteht aus dem Album und einer DVD. Auf der Deluxe-Edition sind zusätzlich zum Album die A-cappella-Versionen der Stücke, eine DVD, ein exklusives T-Shirt, eine Autogrammkarte des Trios sowie eine 257ers Flagge enthalten.
Auf Spotify erschien außerdem eine exklusive Spotify Version, die außer den normalen Liedern noch die instrumentalen Versionen aller Lieder beinhaltet.

## Vermarktung

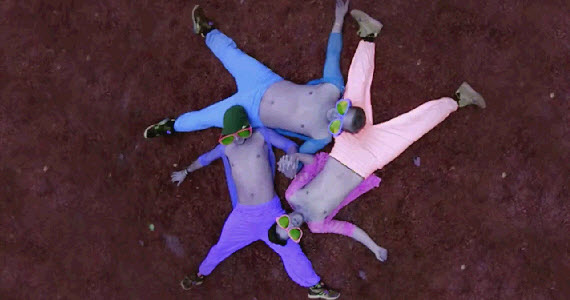
Videoausschnitt zu Vergleiche a la Boss

Am 10. Juli 2014 veröffentlichte die Gruppe mit Warum das erste Video zu Boomshakkalakka. Gedreht wurde es im Zoo Duisburg, u. a. im Delfinarium, im Chinesischen Garten und im Gehege der Kattas.
Ein weiteres Video folgte zu dem Lied Es darf wieder geakkt werden, das nicht auf dem Album zu finden ist. Dieses war im Stil eines Karaoke-Videos konzipiert worden. Anfang August erschien ein Musikvideo zu Panic. Auch Vergleiche a la Boss wurde visuell umgesetzt.
Der Song Baby du riechst erschien als erste Single des Albums. Zunächst war das Stück über den Musikstreaming-Dienst Spotify kostenlos veröffentlicht worden. Die kommerzielle Veröffentlichung erfolgte am 29. August 2014. Baby du riechst wurde auch als Musikvideo umgesetzt. Einen Tag vor der Veröffentlichung erschien ein Snippet, in dem die Stücke des Albums angespielt werden. Mitte Dezember 2014 folgte ein weiteres Video zum Song Übertriebener Rap. Anfang 2015 wurde die visuelle Umsetzung des Lieds Piraten veröffentlicht.
Da sich die 257ers selbst als Band bezeichnen, deren Zuhause vor allem die Live-Bühne ist, kündigten sie für das Album die längste Tour an, die es im Bereich deutschsprachiger Hip-Hop-Musik je gegeben hat.

## Singleauskopplungen
Das Stück Warum erreichte Platz 80 der deutschen Single-Charts. Mit dem als reguläre Single veröffentlichten Song Baby du riechst stieg das Trio auf Rang 14 der Charts ein. Damit stellt Baby du riechst die bislang erfolgreichste Single des Labels Selfmade Records dar.

## Rezeption

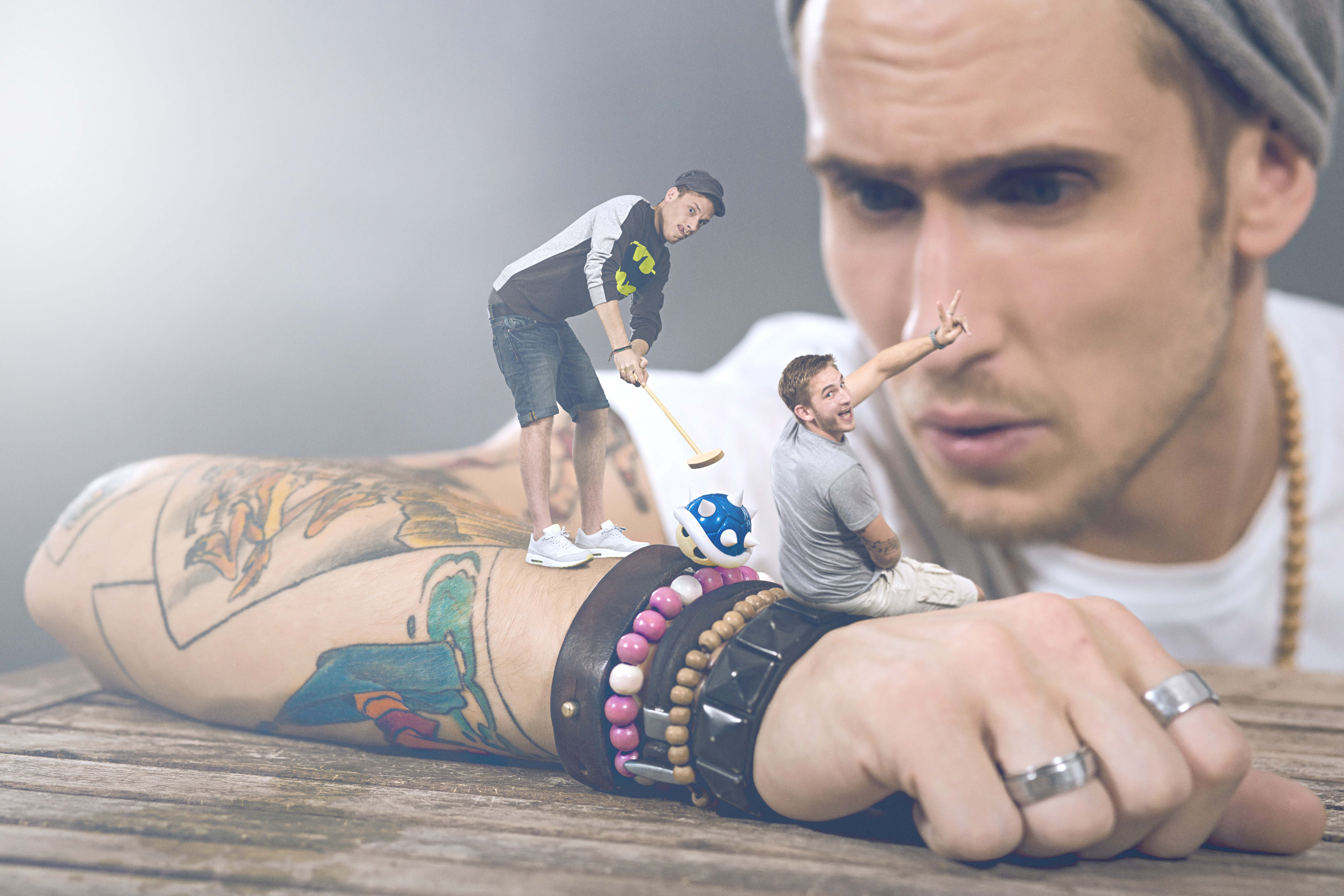
Pressefoto des Trios

Die E-Zine Laut.de bewertete das Album mit zwei von möglichen fünf Punkten. Aus Sicht der Redakteurin Dani Fromm klinge jede Produktion auf der Veröffentlichung „nach dem allerbilligsten aller billigen Plastiksounds.“ Zudem folgen alle Stücke „immer dem gleichen Strickmuster“, was eine „gewisse Eintönigkeit“ zur Folge hat. Im Gegensatz dazu lobt Fromm die Vorträge der drei Rapper, die „wie die Sturzbäche“ „flowen.“ Ebenfalls positiv werden die Hooklines hervorgehoben. Diese „gehen größtenteils widerstandslos ins Ohr und wachsen sich dort zu wahren Mutantenwürmern aus.“ Inhaltlich erwarte den Hörer „infantile[r] bis […] pubertäre[r] Fäkalhumor, Suff, Party, Drogen, […] fröhliche Haudrauf-Attitüde und penetrante Anpimmelei.“ Das Stück Irgendwo in Vegas bilde eine Ausnahme davon, da darin „zur Abwechslung sogar eine Geschichte“ erzählt werde.
Die 257ers hätten sich auf ihrem Album „ganz und gar dem Schwachsinn verschrieben“ und böten eine „Mischung aus Karnevals-, Große Pausen- und Pillentrip-Humor“, die „nicht jedermanns Sache“ sei, vermerkte der Musikkritiker von Fritz rbb. Das Album sei vor allem zu lang: „21 Songs sind zu viel. Da geht alles irgendwann nur noch hier rein und da wieder raus … Künstler, deren Message sich auf zweieinhalb Parolen beschränkt, brauchen ein Doppelalbum nun mal genau so nötig wie El Arenal ein Lesecafé.“ Der Weser-Kurier urteilte über das Album: „Irgendwo zwischen Eurotrash- und Dubstep-Elementen findet sich ein kleiner Rest HipHop, aber darum geht es bei den 257ers sowieso nicht. Auf Albumlänge nutzt sich der Fäkalhumor zwar relativ schnell ab, gegen die Ohrwurm-Refrains, die sich auf 'Boomshakkalakka' tummeln, kann man sich trotzdem kaum wehren.“ Das Album sei eine „Ansammlung pubertärer Texte“ mit „ballernden Beats“.

## Chartplatzierungen
Boomshakkalakka stieg auf Platz 1 der deutschen Album-Charts ein. Damit ist es das erste Nummer-eins-Album des Trios. Für das Label Selfmade Records stellt Boomshakkalakka nach Jung, brutal, gutaussehend 2, D.N.A. und King die vierte Album-Veröffentlichung in Folge dar, die direkt auf Position 1 der deutschen Charts einsteigen konnte. Boomshakkalakka verkaufte sich mehr als 40.000 Mal.
| ChartsChartplatzierungen | Höchstplatzierung | Wochen |
| ------------------------ | ----------------- | ------ |
| Deutschland (GfK)        | 1 (6 Wo.)         | 6      |
| Österreich (Ö3)          | 11 (1 Wo.)        | 1      |
| Schweiz (IFPI)           | 35 (1 Wo.)        | 1      |